# Autobahnkreuz Meckenheim
Das Autobahnkreuz Meckenheim (Abkürzung: AK Meckenheim; Kurz: Kreuz Meckenheim, im  Volksmund Meckenheimer Kreuz) verbindet die  Autobahnen 61 (Venlo – Hockenheim) und 565 (Bonn – Gelsdorf) miteinander. Das Kreuz liegt im Süden der Stadt Meckenheim im Rhein-Sieg-Kreis (Nordrhein-Westfalen), ein kleines Stück an der Südostseite liegt auf dem Gebiet der Nachbargemeinde Grafschaft im Kreis Ahrweiler (Rheinland-Pfalz).

## Bauform und Ausbauzustand
Das Kreuz ist als Kleeblatt mit sogenannter Tangentenlösung angelegt. Wenn man das Kreuz aus Richtung Bonn kommend (A 565) passiert und die A 61 in Richtung Koblenz befahren will, muss man deshalb zuerst auf einer direkten Rampe unter der A 565 und dann über die A 61 fahren, ehe man die A 61 weiter befahren kann.
Beide Autobahnen sind im Kreuz vierspurig ausgebaut.
Nahe dem Autobahnkreuz sind die Autobahnen mit der B 257 in Richtung Altenahr – oberes Ahrtal sowie der früheren B 266 Richtung Rheinbach und Richtung unteres Ahrtal verknüpft. Die A 565 geht südwestwärts direkt in die B 257 über, zur B 266 führt die Anschlussstelle Gelsdorf der A 565 unweit des Autobahnkreuzes.

## Verkehrsaufkommen
| Von                 | Nach                                  | Durchschnittliche tägliche Verkehrsstärke | Durchschnittliche tägliche Verkehrsstärke | Durchschnittliche tägliche Verkehrsstärke | Anteil Schwerlastverkehr | Anteil Schwerlastverkehr | Anteil Schwerlastverkehr |
| Von                 | Nach                                  | 2005                                      | 2010                                      | 2015                                      | 2005                     | 2010                     | 2015                     |
| ------------------- | ------------------------------------- | ----------------------------------------- | ----------------------------------------- | ----------------------------------------- | ------------------------ | ------------------------ | ------------------------ |
| AS Rheinbach (A 61) | AK Meckenheim                         | 50.500                                    | 46.100                                    | 48.800                                    | 22,4 %                   | 24,6 %                   | 20,5 %                   |
| AK Meckenheim       | Dreieck Bad Neuenahr-Ahrweiler (A 61) | 73.400                                    | 70.700                                    | 72.900                                    | 19,8 %                   | 19,2 %                   | 18,9 %                   |
| AS Merl (A 565)     | AK Meckenheim                         | 33.700                                    | 29.500                                    | 35.800                                    | 09,2 %                   | 11,0 %                   | 10,0 %                   |
| AK Meckenheim       | AS Gelsdorf (A 565)                   | 13.300                                    | 16.200                                    | 12.500                                    | 04,7 %                   | 06,5 %                   | 05,7 %                   |